# Schönwald (Selva Negra)
Schönwald (pronunciación en alemán: /ˈʃøːnˌvalt/ⓘ) es un municipio situado en el distrito de Selva Negra-Baar en Baden-Wurtemberg, Alemania. Tiene una población estimada, a fines de septiembre de 2022, de 2598 habitantes.
Este pequeño municipio, ubicado a una altitud de 1000 metros sobre el nivel del mar, depende fundamentalmente del turismo. Se destacan su parque termal y la práctica de deportes de invierno (senderismo y esquí).